# Université de Lille
Lille universitet (franska: Université de Lille) är ett offentligt universitet i Lille i Hauts-de-France. Universitet är resultatet av en sammanslagning 2018 av universiteten Université Lille-I, Université Lille-II och Université Lille-III.
Med över 74 000 studenter är det ett av de största franska universiteten och ett av de största fransktalande universiteten i världen.
Med 66 forskningslaboratorier, 350 doktorsavhandlingar per år och 3000 vetenskapliga publikationer per år är institutionen väl representerad i forskarsamhället.

## Berömd professor
- Marcel Bon, en fransk mykolog